# 城关街道 (凌源市)
城关街道，是中华人民共和国辽宁省朝阳市凌源市下辖的一个乡镇级行政单位。

## 行政区划
城关街道下辖以下地区：
金阳社区、康柠社区、八里堡村、凌河村、马场村、安杖子村、东山村、十五里堡村和西五官村。